# Präsidentschaftswahl in den Vereinigten Staaten 1816
Die 8. Wahl des Präsidenten der Vereinigten Staaten fand 1816 statt. James Monroe von der Demokratisch-Republikanischen Partei gewann gegen seinen föderalistischen Konkurrenten Rufus King und James Monroe wurde damit der 5. Präsident.

## Kandidaten
Präsidentschaftskandidaten

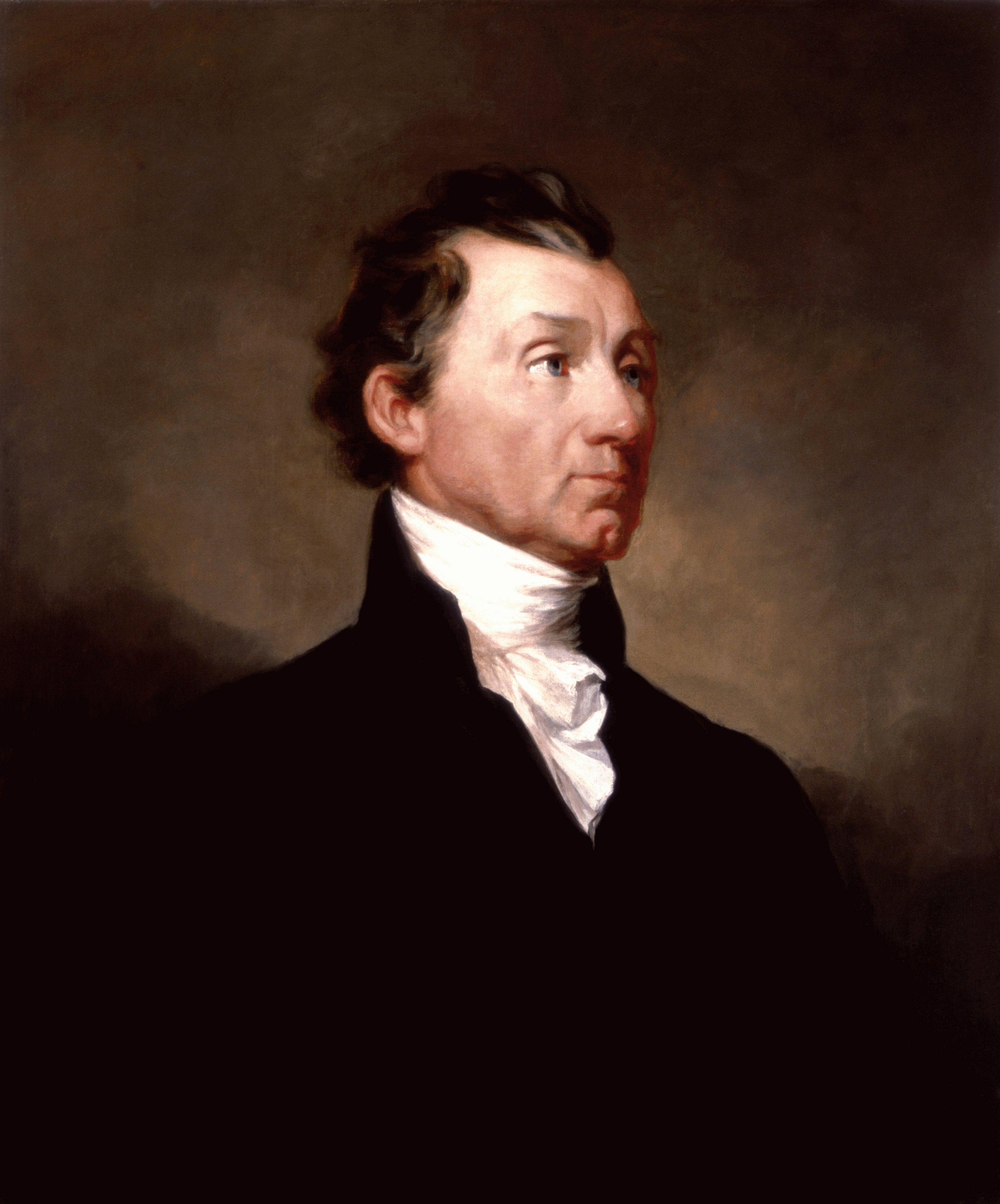
James Monroe
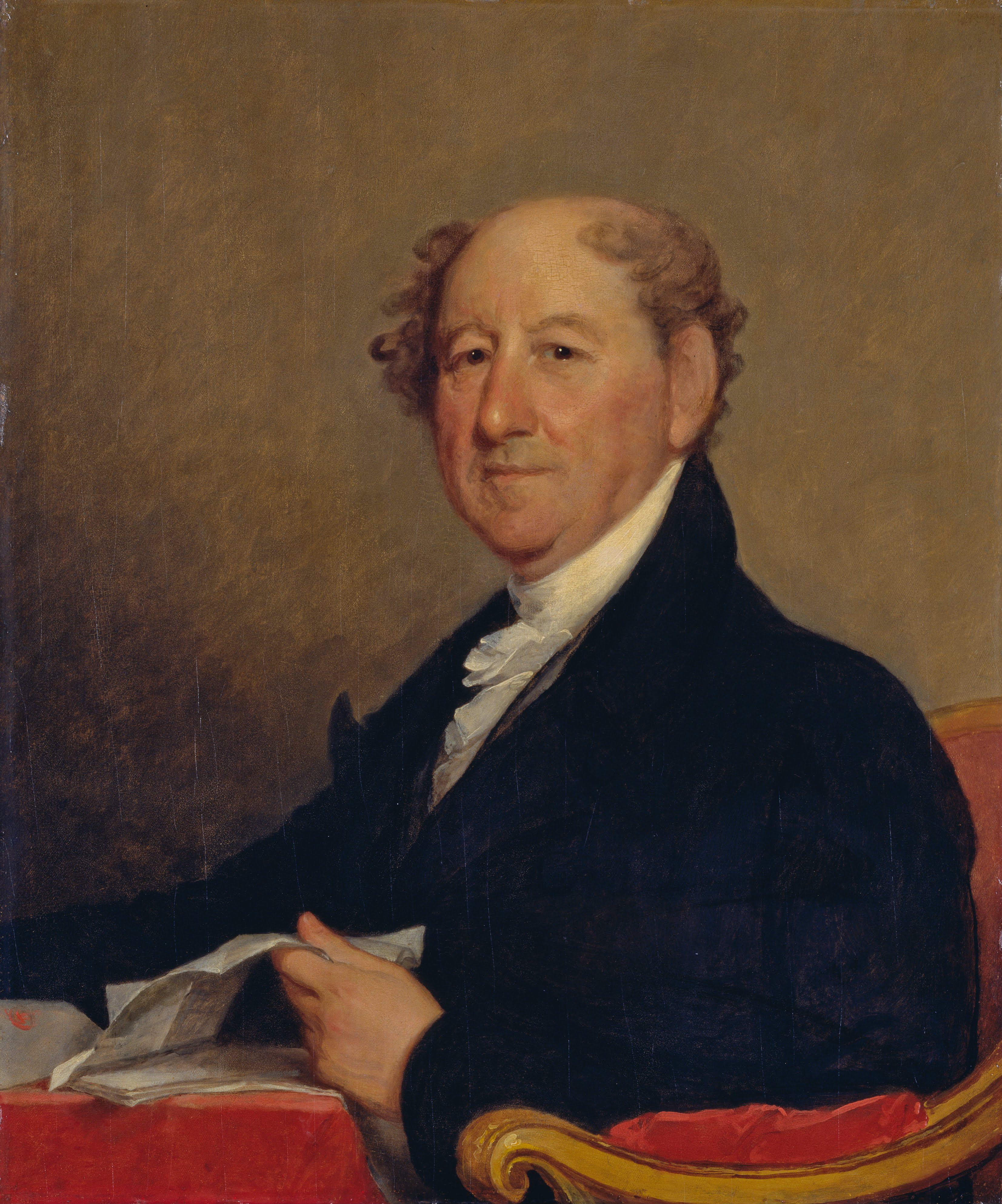
Rufus King

- James Monroe, amtierender Außenminister der Vereinigten Staaten, aus Virginia
- Rufus King, ehemaliger Senator von New York

Vize-Präsidentschaftskandidaten

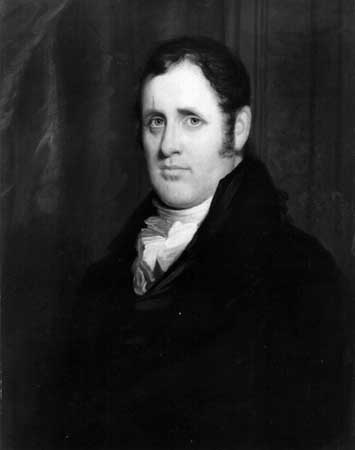
Daniel D. Tompkins
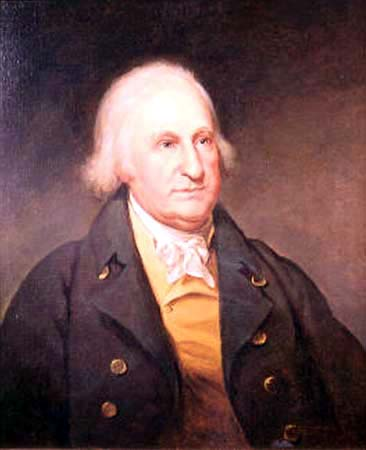
John Eager Howard

- Daniel D. Tompkins, Gouverneur von Massachusetts
- John Eager Howard, Senator von Maryland

Die Demokratisch-Republikanische Partei nominierte per Caucus Außenminister James Monroe und Daniel D. Tompkins. Die Föderalisten unterstützten den New Yorker Senator Rufus King, der nach dem letztlich erfolgreich verlaufenen Britisch-Amerikanischen Krieg chancenlos war und der letzte Kandidat in der Geschichte der Föderalisten werden sollte. Als Vizepräsident kandidierten mehrere, unter anderem John Eager Howard und James Ross.

## Ergebnis
| Kandidat     | Partei | Partei                              | Stimmen | Stimmen  | Wahlmänner |
| Kandidat     | Partei | Partei                              | Anzahl  | Prozent  | Wahlmänner |
| ------------ | ------ | ----------------------------------- | ------- | -------- | ---------- |
| James Monroe |        | Demokratisch-Republikanische Partei | 76.592  | 68,2 %   | 183        |
| Rufus King   |        | Föderalist                          | 34.740  | 30,9 %   | 34         |
| Gesamt       | Gesamt | Gesamt                              | 111.332 | 99,1 % * | 217        |